# Rule The World (singel Take That)
Rule The World – singel pochodzący z albumu "Beautiful World" autorstwa brytyjskiego zespołu Take That. Utwór został zrealizowany 19 listopada 2007 roku w Anglii, jednak w internecie był dostępny w przedsprzedaży już od 21 października 2007. Piosenka tworzy również ścieżkę muzyczną do filmu Gwiezdny pył.

## Informacje o utworze
"Rule The World" jest pierwszą od początku istnienia grupy piosenką nagraną na potrzeby filmu. Matthew Vaughn, reżyser Gwiezdnego pyłu skontaktował się z Take That z nadzieją, że uda mu się przekonać grupę do stworzenia piosenki. Po obejrzeniu filmu członkowie zgodzili się na napisanie słów i wykonanie piosenki. W utworze główny wokal należy do Gary'ego Barlowa oraz częściowo również do Howarda Donalda. Efekt możemy ocenić w ostatniej części filmu, podczas napisów końcowych.
Piosenka nie została dołączona do oficjalnej ścieżki dźwiękowej do filmu "Stardust", jednak pojawiła się na płycie Take That - Beautiful World. Utwór został zrealizowany w specjalnej edycji jako singel i wydany w październiku 2007 roku. Do końca roku zdołał osiągnąć nr.5 na liście najlepiej sprzedających się utworów w Wielkiej Brytanii roku 2007. Wersja dodatkowo wydłużona została włączona do tournée "The Tour Souvenir Edition".

## Teledysk
Muzyczne video miało swoją premierę w ITV dnia 22 września 2007 roku. W teledysku poza scenami kręconymi w studiu występują również elementy z filmu "Stardust". Całość została zmontowana w "Abbey Road Studio".

## Notowania na UK Singles Charts
W październiku 2007 roku utwór znalazł się po raz pierwszy na brytyjskim notowaniu, zajmując #46. Szybko jednak przedostał się na podium i ostatecznie zajął miejsce 2, ustępując tylko "Bleeding Love" wykonywanym przez Leonę Lewis. Pod koniec roku utwór został sklasyfikowany na 5. miejscu najlepiej sprzedających się singli 2007 roku w Wielkiej Brytanii.
21 września 2008 roku utwór powrócił na listę angielską osiągając pozycję 34. po tym, jak zespół Take That wykonał ją w wyjątkowej edycji podczas "Last Choir Standing" na BBC One.

## Lista utworów
U.K. Promo CD Single (Świat)
1. Rule The World (Radio Edit) - 3:57

U.K. CD Single (Świat)
1. Rule The World (Radio Edit) - 3:57
2. Stay Together - 3:57

## Oficjalne wersje utworu "Rule The World"
- Wersja albumowa - wydłużona (4:58)
- Edycja radiowa (3:58)

## Notowania na listach przebojów
| Lista przebojów (2007)       | Osiągnięta pozycja |
| ---------------------------- | ------------------ |
| UK Singles Chart             | 2                  |
| UK Download Chart            | 2                  |
| UK iTunes Top 100 Singles    | 2                  |
| UK iTunes Pop Top 100        | 2                  |
| Irish Singles Chart          | 3                  |
| Italian Singles Chart        | 6                  |
| German Singles Chart         | 15                 |
| Swiss Singles Chart          | 25                 |
| Austrian Singles Chart       | 50                 |
| Danish Singles Chart         | 32                 |
| Dutch Singles Chart          | 57                 |
| Czech Republic Singles Chart | 74                 |